# Margherita di Prades
Margherita di Prades, Margarida in catalano (1388/95 – Riudoms, tra il 1422 e il 1429), nobile aragonese, fu regina consorte di Aragona,  di Valencia, di Maiorca, di Sardegna e di Corsica, Contessa consorte di Barcellona e delle altre contee catalane dal 1409 al 1410.

## Origine[1][2]
Figlia di Giovanni, conte di Prades e barone di Entenza (discendente diretto di Giacomo II il Giusto) e di Giovanna di Cabrera.

## Biografia
Era stata proposta, nel 1405, a Mariano V, giudice di Arborea, ma le trattative andarono a monte, in quanto al dote che offriva il padre di Margherita era troppo inferiore ai canoni che pretendevano i sovrani arborensi.
Il 17 settembre 1409, Margherita sposò,  nel castello di  Bellesguard (fuori Barcellona), il Re di Aragona, di Valencia, di Sardegna e di Maiorca, re titolare di Corsica, Conte di Barcellona e delle contee catalane e da pochi mesi re di Sicilia, Martino il Vecchio (1356-1410).
Margherita era la seconda moglie di Martino, che era vedovo, da circa due anni, di Maria de Luna. Il matrimonio era stato preso in considerazione in seguito alla morte dell'ultimo figlio, ancora in vita di Martino il Vecchio, Martino il Giovane; Martino il Vecchio aveva scelto una nuova moglie giovane, per potersi assicurare una discendenza e quindi avere un successore. 

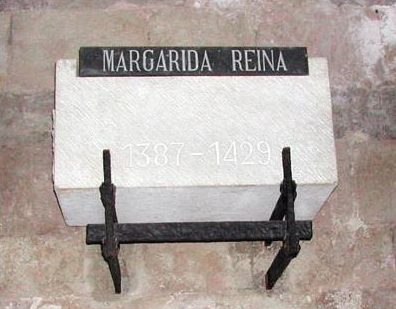
Sepolcro di Margherita di Prades
al monastero di santa Croce

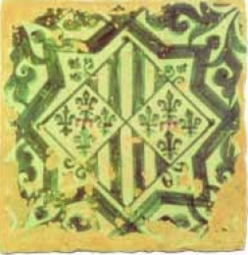
Blasone di Margherita di Prades, in ceramica valenciana (secolo XV), che si trovava al palazzo reale di Valencia

Margherita, nel 1414, si sposò, in seconde nozze, con Giovanni di Vilaragut (?-1422). Da questa unione pare che nascesse un figlio, anche lui di nome Giovanni, la cui esistenza fu mantenuta segreta, e di cui non esistono documenti ufficiali.
Margherita, rimasta nuovamente vedova, nel 1422, si ritirò nel monastero del Buonriposo, in Catalogna, dove secondo alcune fonti morì in quello stesso anno.
Secondo un'altra fonte, nel monastero si fece suora, divenne badessa e morì di peste a Riudoms, nel 1429.
Comunque Margherita fu tumulata nel monastero di Buonriposo.
Oggi le spoglie della regina si trovano nel monastero di santa Croce, nel municipio di Aiguamúrcia, in Catalogna.

## Figli[2][5][6]
Margherita a Martino non diede figli.